# Vivisektion
 Der er for få eller ingen kildehenvisninger i denne artikel, hvilket er et problem. Du kan hjælpe ved at angive troværdige kilder til de påstande, som fremføres i artiklen.

Vivisektion (af lat. vivus "levende" og sectio "snit") betegner den videnskabelige praksis at udføre kirurgiske indgreb på et levende væsen i forskningsøjemed. Fx for at dissekere for undersøge deres indre opbygning (også kaldet).
Vivisektion er en komponent i visse dyreforsøg, men historien kender også en del eksempler på vivisektion af mennesker. Således anklages "anatomiens fader", den græske læge Herophilos (335-280 f.v.t.), af kirkefaderen Tertullian for at have vivisekeret op mod 600 fanger[kilde mangler]. I nyere tid er det mest kendte eksempel givetvis nazilægen Josef Mengeles forsøg på levende mennesker under 2. verdenskrig[kilde mangler].

## Danmark
I Danmark reguleres dyreforsøg blandt andet igennem Dyreforsøgsloven og overvåges af Dyreforsøgstilsynet, som er en del af Fødevarestyrelsen. I Danmark kræver udførelse af dyreforsøg tilladelse fra Rådet for Dyreforsøg.